# الدوري المكسيكي الممتاز 1972-73
الدوري المكسيكي الممتاز 1972-73 (بالإسبانية: Primera División de México 1972-73)‏ هو موسم من الدوري المكسيكي الممتاز. كان عدد الأندية المشاركة فيه 18، وفاز فيه كروز آزول.